# ادامپالی
ادامپالی (به انگلیسی: Adampalli) در هند است که در کارناتاکا واقع شده‌است.